# Mulino a vento di Pitstone
Il mulino a vento di Pitstone è un mulino mobile in legno con una base in muratura che si trova nel territorio di Pitstone e risale all'inizio del XVII secolo. L'edificio è un monumento classificato Grade II.

## Storia

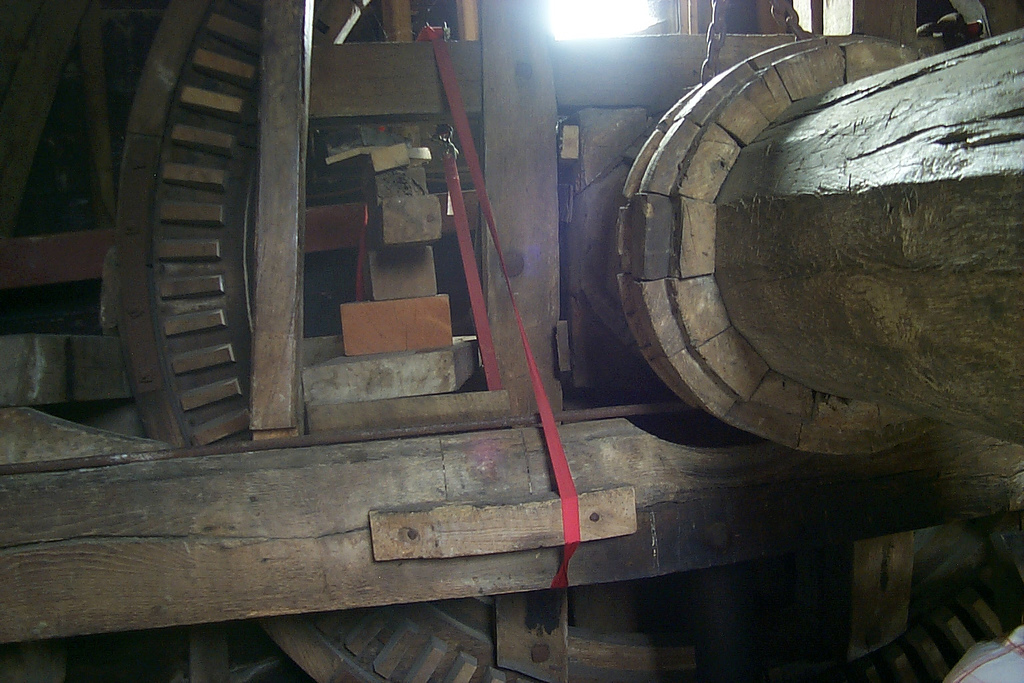
Struttura originale interna del mulino

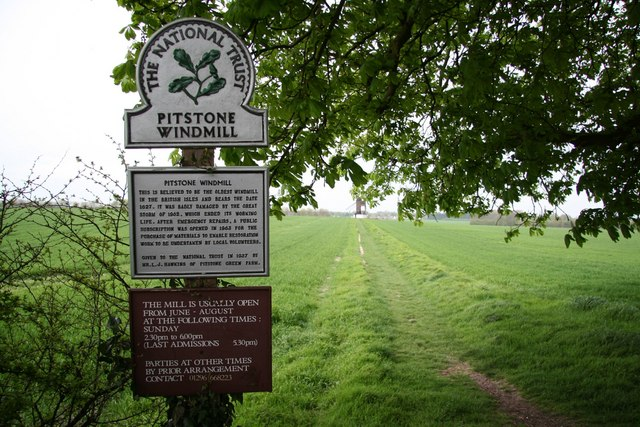
Segnaletica del National Trust for Places of Historic Interest or Natural Beauty con descrizione della struttura

Il mulino a vento di Pitstone è uno dei primi mulini a palo del territorio. La data più antica che si trova incisa sul legno della sua struttura riguarda l'anno 1627 ma sembra probabile che la sua origine sia anteriore. Ha servito la comunità per circa tre secoli e attorno al 1902 è stato seriamente danneggiato da un forte temporale.

## Descrizione
Il mulino non viene più utilizzato dal punto di vista produttivo ma come sito museale e la sua struttura con l'albero del vento e la ruota del freno sono ancora funzionanti dopo il restauro realizzato nel 1963. Le pietre possono ancora ruotare mosse dalla forza del vento e mostrare come in passato poteva macinare grano e granturco per alimentazione umana e per mangimi per animali.